# Helga Unger (Literaturwissenschaftlerin)
Helga Unger (* 15. März 1939 in Brünn) ist eine ehemalige deutsche Leitende Bibliotheksdirektorin, Literaturwissenschaftlerin und Schriftstellerin.

## Leben
Nach der Vertreibung lebte sie 1945 in Wien und seit 1946 in Bayern. Aufgewachsen ist sie in Chieming am Chiemsee und Traunstein. 1958 machte Unger das Abitur in Traunstein. 1958 bis 1963 belegte sie ein Studium der Germanistik und Romanistik (Französisch) an der Universität München. 1963 erfolgte das Staatsexamen für das Lehramt an Gymnasien. 1966 promovierte sie zum Doktor der Philosophie mit einer Arbeit über ein Werk der deutschsprachigen franziskanischen Literatur des Mittelalters; von 1963 bis 1968 war Unger Wissenschaftliche Assistentin am Seminar für Deutsche Philologie der Universität München. 1966 bis 1971 hatte sie dort einen Lehrauftrag für deutsche Sprache und Literatur des Mittelalters. 1968 bis 2002 war sie im höheren Bibliotheksdienst in Bayern tätig: 1968 bis 1970 erhielt sie eine Ausbildung zur Bibliotheksreferendarin, 1970 bis 1978 war Unger als Referentin im Sachkatalog der Bayerischen Staatsbibliothek München, 1978 bis 1988 als Stellvertretende Direktorin der Universitätsbibliothek Bamberg, 1988 bis 1995 als Referentin für das öffentliche Bibliothekswesen in Bayern bei der Generaldirektion der Bayerischen Staatlichen Bibliotheken, 1995 bis 2002 als Direktorin der neu gegründeten Abteilung Bestandserhaltung der Bayerischen Staatsbibliothek tätig. Seit 2003 ist Unger freie Schriftstellerin.

## Wissenschaftliche Publikationen (Auswahl)
- Eduard Mörike: Sämtliche Werke in zwei Bänden. Hrsg. mit Anmerkungen von Helga Unger. München 1967–1970
- Kaiser Maximilian I: Teuerdank. Mit einem Nachwort hrsg. von Helga Unger. München 1968
- Geistlicher Herzen Bavngart. Ein mittelhochdeutsches Buch religiöser Unterweisung aus dem Augsburger Franziskanerkreis. Dissertation München 1969.
- Vorreden deutscher Sachliteratur des Mittelalters als Ausdruck literarischen Bewußtseins. In: Ingeborg Glier, Hahn, Haug, Wachinger (Hrsg.): Werk – Typ – Situation. Studien zu poetologischen Bedingungen in der älteren deutschen Literatur. Festschrift Hugo Kuhn. Stuttgart 1969, S. 217–251.
- Zwölf Jahrhunderte Literatur in Bayern. Ausstellung der Bayerischen Staatsbibliothek. München 1975
- Text und Bild im Mittelalter. Illuminierte Handschriften aus fünf Jahrhunderten in Faksimileausgaben. Ausstellung der Universitätsbibliothek Bamberg. Graz 1986
- Der Berg der Liebe. Europäische Frauenmystik. Hrsg. und eingeleitet von Helga Unger. Freiburg i. Br. 1991
- Die Beginen. Eine Geschichte von Aufbruch und Unterdrückung der Frauen. Freiburg i. Br. 2005
- Unser Pfarrer ist eine Frau. Erfahrungen und Konsequenzen. Eine ökumenische Standortbestimmung. Hrsg. Von Lea Ackermann und Helga Unger. Freiburg i. Br. 2012

## Literarische Buchpublikationen (Auswahl)
- Gegenlicht. Gedichte. Göttingen 1987
- Ungeschriebener Brief der Frieda Braun an Lily von Gizycki. Mit einem Zinkstich von Heinz Treiber. Pfaffenweiler 1990
- Stimmen und Stein. Gedichte. Mit drei Radierungen von Setsuko Ikai. Andernach 1993
- Die Augen der Bilder. Gedichte. Mit einem Nachwort von Jakob Lehmann. Bamberg 1999
- Brandspur der Berührung. Gedichte. Illustrationen von Alfons Holtgreve. Marburg 2001
- Frau Sanders Träume. Erzählungen. Mit Illustrationen von Katrin Bach. München 2001
- Kein Anderer als Du. Gedichte. Mit Bildern von Hans Wolff. München 2005
- Die Ketzer von Rocailles. Novelle. München 2010
- Die Verse der träumenden Bilder. Gedichte. Zusammen mit Doris Stößlein und Helmut Preußler. Nürnberg 2011.
- Tänzer wir auf dem Kraterrand. Gedichte. Mit einem Nachwort von Hans Unterreitmeier. Würzburg 2017.
- Veröffentlichungen in Zeitschriften und Anthologien.
- Jenseits der Brandung. Gedichte. Mit einem Vorwort von Björn Göppl, Mercurius Verlag, München 2020.

## Preise / Mitgliedschaften
- 1984: Förderpreis des Wettbewerbs christlicher Literatur (Roman) des Verlags Styria und der Wochenzeitung „Die Furche“ für den Roman „Entfernungen. Die Briefe der Dorothea F.“
- 2002: Sudetendeutscher Kulturpreis für Literatur
- 2005: Mitglied der Sudetendeutschen Akademie der Wissenschaften und Künste, Klasse der Künste und Kunstwissenschaften
- 2009: Mitglied der Künstlergilde Esslingen e.V.
- 2010: Erster Preis beim Literaturwettbewerb, Sparte Lyrik, der Künstlergilde Esslingen e.V.
- 2012: Erster Preis beim Lyrikwettbewerb Inge-Czernik-Förderpreis Lyrik
- 2018: Nikolaus-Lenau-Preis für Tänzer wir auf dem Kraterrand